# Montchevreuil
Montchevreuil ist eine französische Gemeinde mit 1.332 Einwohnern (Stand: 1. Januar 2022) im Département Oise in der Region Hauts-de-France. Sie gehört zum Arrondissement Beauvais und zum Kanton Chaumont-en-Vexin und ist Teil des Kommunalverbands Sablons.
Sie entstand als Commune nouvelle mit Wirkung vom 1. Januar 2019 durch die Zusammenlegung der bisherigen Gemeinden Bachivillers und Fresneaux-Montchevreuil, die in der neuen Gemeinde den Status einer Commune déléguée haben. Der Verwaltungssitz befindet sich im Ort Fresneaux-Montchevreuil.

## Gliederung
| Ortsteil                                  | ehemaliger INSEE-Code | Fläche (km²) | Einwohnerzahl zum 1. Januar 2022 |
| ----------------------------------------- | --------------------- | ------------ | -------------------------------- |
| Fresneaux-Montchevreuil (Verwaltungssitz) | 60256                 | 11,18        | 764                              |
| Bachivillers                              | 60038                 | 05,91        | 568                              |

## Nachbargemeinden
| La Corne en Vexin (Hardivillers-en-Vexin) | Jouy-sous-Thelle Le Mesnil-Théribus Beaumont-les-Nonains |         |
| La Corne en Vexin (Boissy-le-Bois)        | Kompass                                                  | Pouilly |
| Fleury                                    | Senots                                                   | Pouilly |

## Sehenswürdigkeiten
Siehe auch: Liste der Monuments historiques in Montchevreuil
- Die Kirche St-Sulpice-St-Lucien in Bachivillers ist aus Feuerstein gebaut und mit Dekorationen und liturgischen Möbeln aus dem 16. bis zum 18. Jahrhundert versehen. Bemerkenswert sind seine drei prächtigen Glasfenster und der Chor.
- Die Kirche Saint-Germain in Fresneaux-Montchevreuil aus dem 12. und 16. Jahrhundert ist bekannt für langen, schlanken Spitzbögen des gotischen Chores. Die drei zentralen Glasfenster wurden als Monument historique eingestuft.
- Die Burg aus dem 15. Jahrhundert in Fresneaux-Montchevreuil wurde im 17. Jahrhundert durch den Bau von Flügeln sowie von Quadraten erweitert.
- Die Pyramide von Germain Gaillard, das Gewölbe eines ehemaligen Bürgermeisters, in Fresneaux-Montchevreuil ist datiert auf das Jahr 1832.
- Zehnthof in Fresneaux-Montchevreuil
- Taubenschläge in Fresneaux-Montchevreuil
- In Fresneaux-Montchevreuil befindet sich eine ehemalige Fabrik zur Herstellung von Perlmutt aus Ende des 19. Jahrhunderts, die 1985 geschlossen wurde.

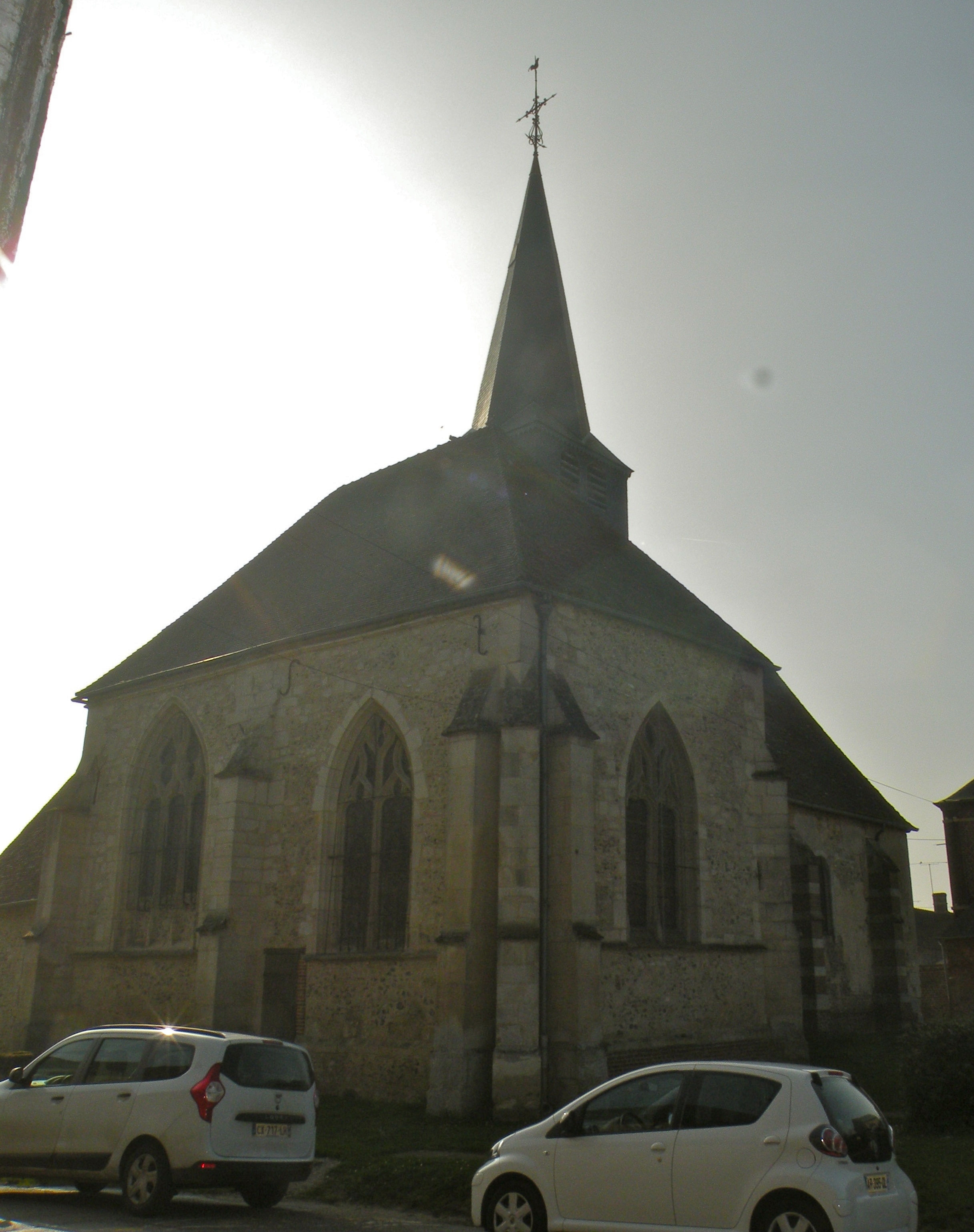
Kirche St-Sulpice-St-Lucien in Bachivillers
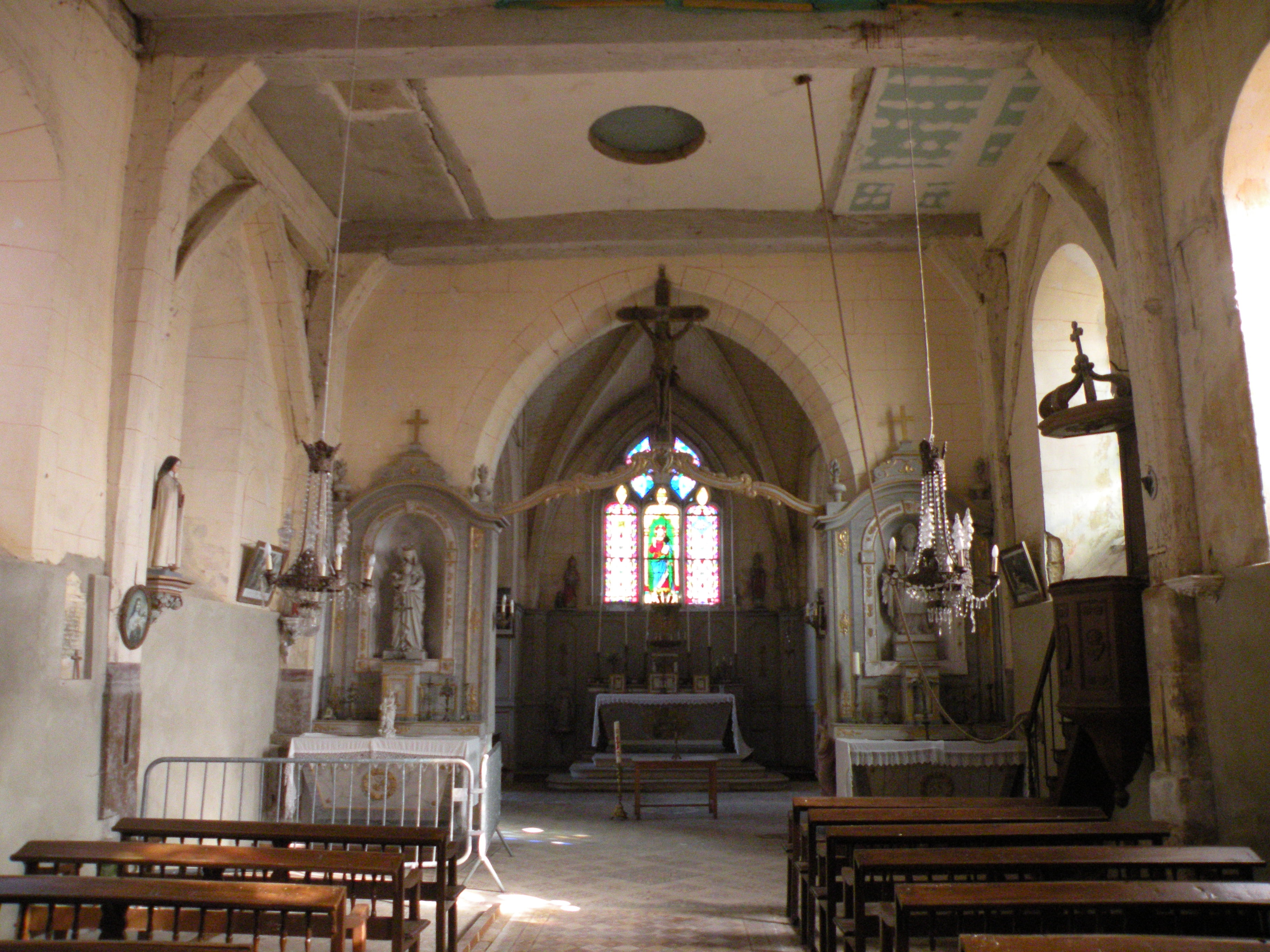
Innenraum der Kirche St-Sulpice-St-Lucien in Bachivillers
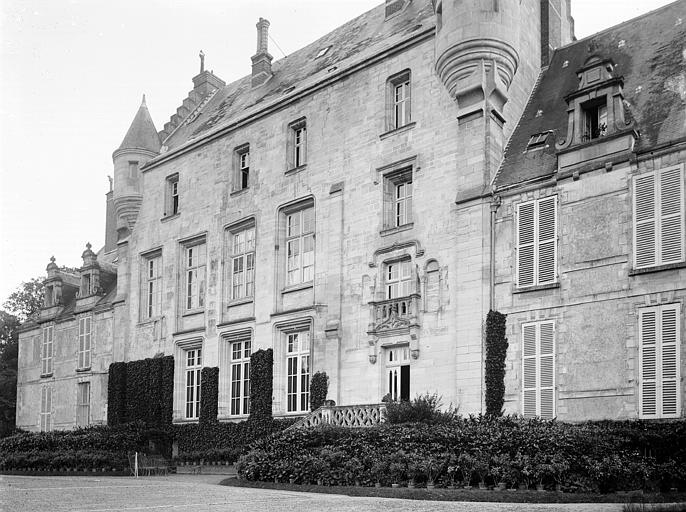
Schloss in Fresneaux-Montchevreuil
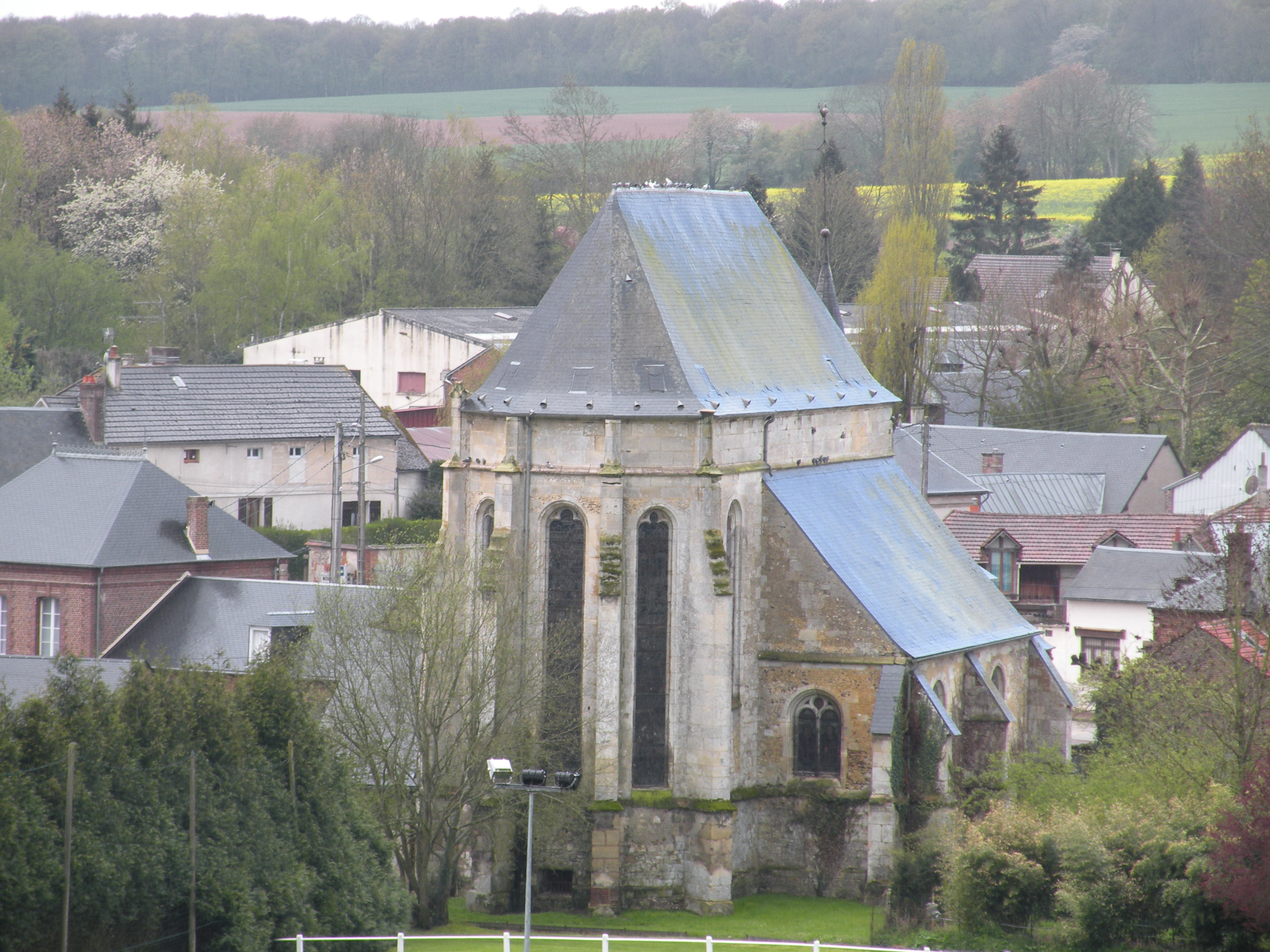
Kirche Saint-Germain in Fresneaux-Montchevreuil
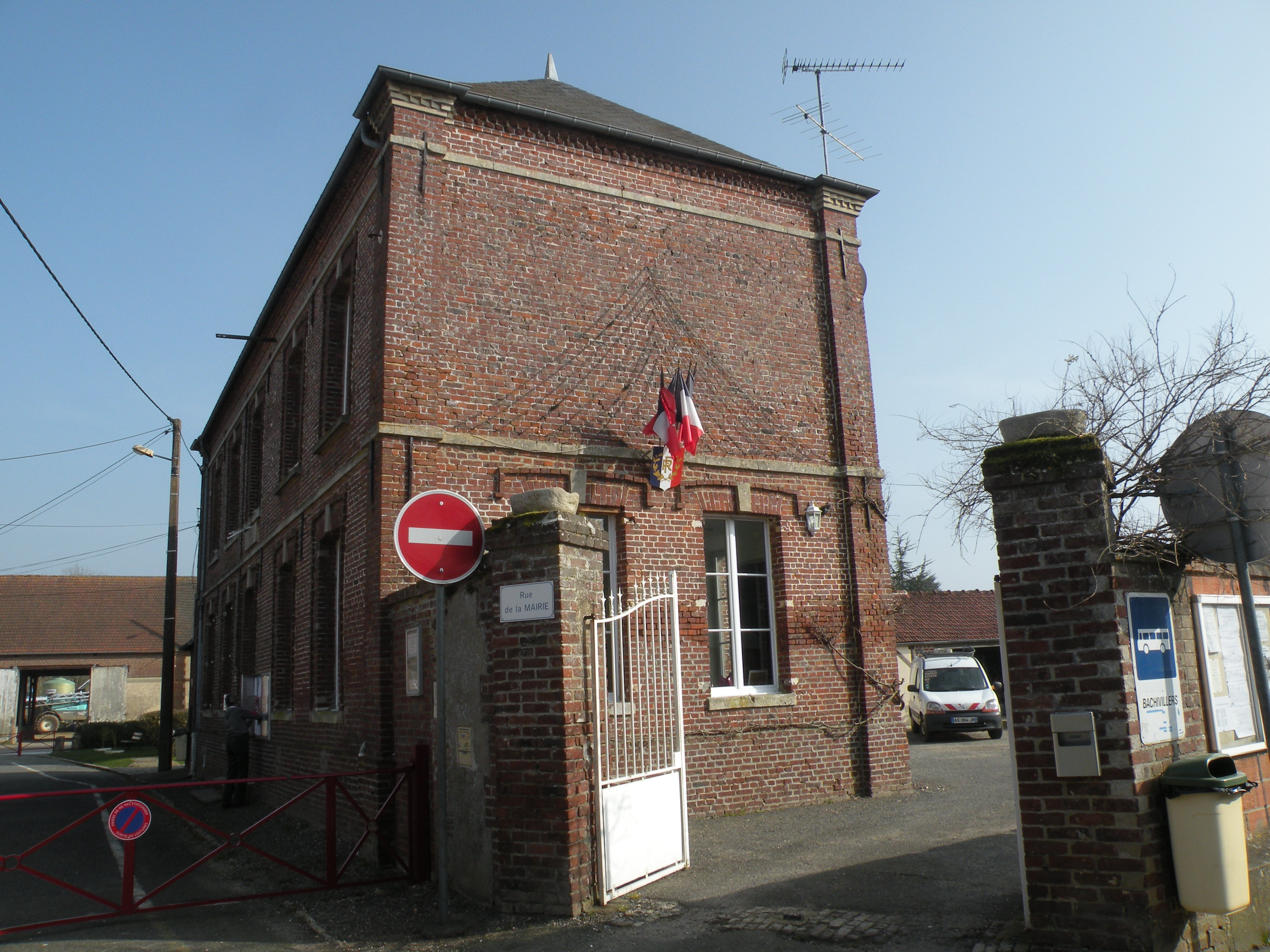
Ehemalige Mairie in Bachivillers